# Agrotis marginata
Agrotis marginata är en fjärilsart som beskrevs av Peerdeman 1962. Agrotis marginata ingår i släktet Agrotis och familjen nattflyn. Inga underarter finns listade i Catalogue of Life.